# Afrique du Sud aux Jeux paralympiques d'hiver de 2010
Cet article présente des informations sur la participation et les résultats de l'Afrique du Sud aux Jeux paralympiques d'hiver de 2010, à Vancouver (Canada). Pour la quatrième fois consécutive, le pays est représenté uniquement par le skieur alpin Bruce Warner, amputé de la jambe gauche.

## Ski alpin
Bruce Warner concourt en catégorie debout, amputé d'un membre inférieur. Ses résultats sont les suivants :
| Épreuve       | Temps   | Classement   |
| ------------- | ------- | ------------ |
| Descente      | 1:34.82 | 25e (sur 28) |
| Slalom géant  | 2:52.09 | 31e (sur 50) |
| Slalom        | 2:06.25 | 32e (sur 50) |
| Super-G       | 1:38.52 | 32e (sur 40) |
| Super combiné | 2:34.30 | 18e (sur 21) |